# Широкоярська сільська рада
| Широкоярська сільська рада — орган місцевого самоврядування у Чернігівському районі Запорізької області з адміністративним центром у с. Широкий Яр. Дата утворення: 1935 рік. Територією, підпорядкованою сільській раді, протікає ріка Курошани. Сільській раді підпорядковані населені пункти: - с. Широкий Яр - с. Балашівка - с. Благодатне - с. Ланкове - с. Хмельницьке |

## Склад ради
Рада складається з 12 депутатів та голови. Партійний склад: Самовисування — 12.

### Керівний склад ради
| ПІБ                          | Основні відомості                                                    | Дата обрання | Дата звільнення |
| ---------------------------- | -------------------------------------------------------------------- | ------------ | --------------- |
| Клочко Олександр Миколайович | Сільський голова, 1963 року народження, освіта, член народної партії | 26.03.2006   | 31.10.2010      |
| Деркач Олександр Михайлович  | Сільський голова, 1955 року народження, освіта вища, безпартійний    | 31.10.2010   | 25.10.2015      |
| Деркач Олександр Михайлович  | Сільський голова, 1955 року народження, освіта вища, безпартійний    | 25.10.2015   |                 |

Примітка: таблиця складена за даними джерела